# Anton Plenikowski
Anton Plenikowski (* 19. November 1899 in Zoppot bei Danzig; † 3. März 1971 in Ost-Berlin) war ein deutscher Parteifunktionär  (Sozialdemokratische Partei der Freien Stadt Danzig/Kommunistische Partei (Freie Stadt Danzig)/SED).

## Leben

### Jugend und Ausbildung
Anton Plenikowski stammte aus einer Arbeiterfamilie. Er besuchte seit 1914 die Präparandenanstalt und das Lehrerseminar in Langfuhr bei Danzig. 1917 wurde er zum Kriegsdienst eingezogen und schwer verwundet. Ende 1918 war Plenikowski Mitglied des Soldatenrats in Breslau. Danach schloss er seine Lehrerausbildung in Langfuhr bis 1919 ab. 

### Tätigkeiten in Danzig
Seit 1920 arbeitete Anton Plenikowski als Lehrer in einer Volksschule. Seit 1925 war er auch Gemeindevertreter in Ließau bei Danzig und blieb dies bis 1928. 1926 trat er der Sozialdemokratischen Partei bei. Von 1926 bis 1930 war er Mitglied des Kreistages Großes Werder.
1927 trat Anton Plenikowski zur Kommunistischen Partei über. Seit 1928 war er für diese Abgeordneter des Danziger Volkstages und Vorsitzender der Fraktion. 1929 gab er seine Lehrertätigkeit auf und wurde Organisationsleiter des KPD-Unterbezirks Danzig und hauptamtlicher Parteifunktionär. 
Nachdem die Partei 1934 verboten wurde, behielt er sein Abgeordnetenmandat bei und war 1935 Spitzenkandidat der Liste Plenikowski, die mit zwei Abgeordneten wieder in den Volkstag einzog.

### Emigration in Schweden
Im Herbst 1937 emigrierte Anton Plenikowski nach Schweden. Sein Abgeordnetenkollege Otto Langnau und sein Mandatsnachfolger Paul Serotzki traten in Danzig danach zur NSDAP-Fraktion über. Auch Plenikowski waren vorher solche Angebote gemacht worden, weshalb er von der deutschen KPD-Führung zur Emigration gedrängt worden war.
Aus diesem Grund war er die ersten fünf Jahre parteipolitisch isoliert, wurde dann aber 1943 Leiter der KPD-Exilgruppe in Stockholm. Zwischenzeitlich war er in Schweden zwangsinterniert. 

### Tätigkeiten in Berlin

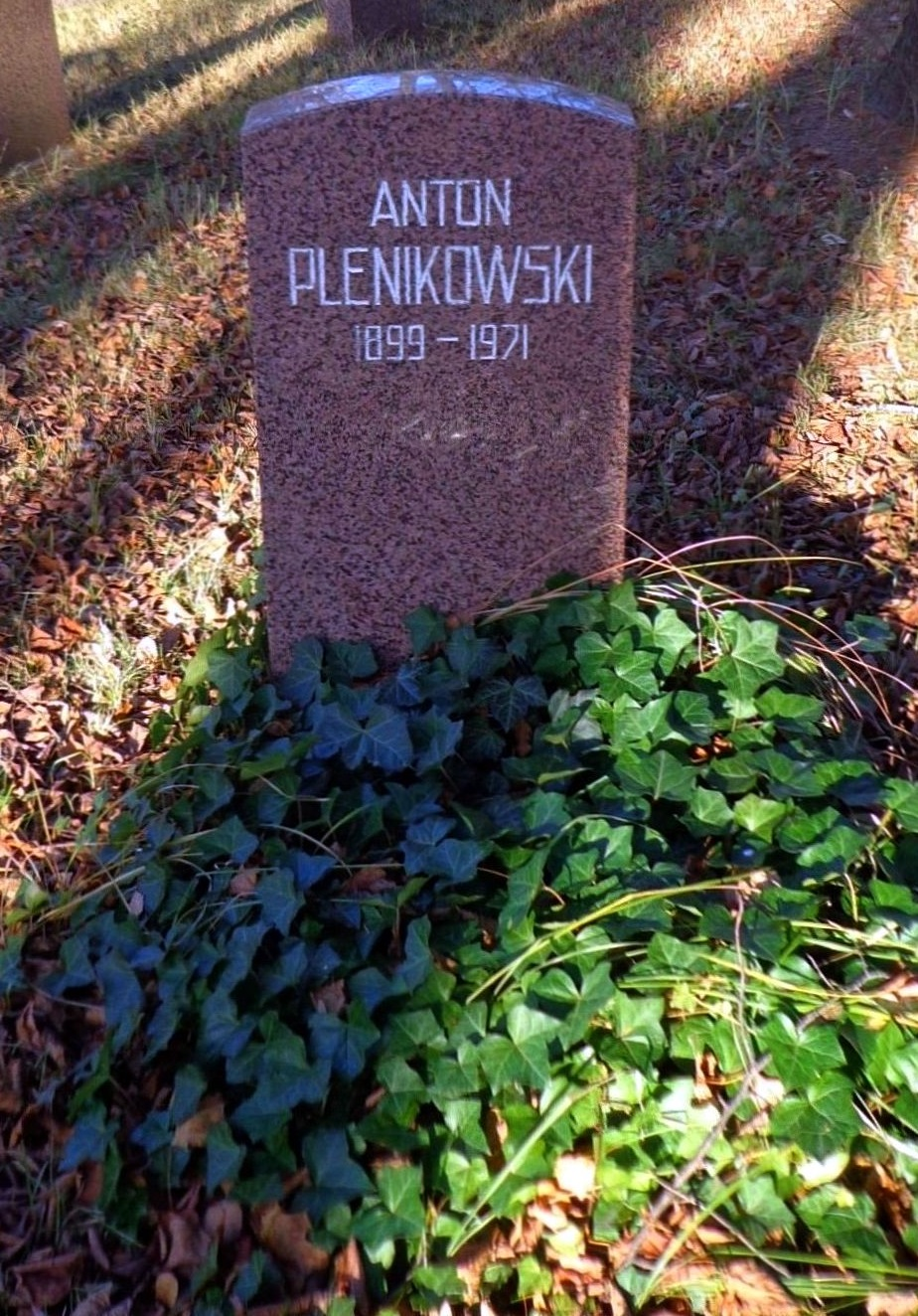
Grabstätte

Im März 1946 kehrte Plenikowski nach Berlin zurück und wurde Mitglied der SED. Von April bis Oktober 1946 leitete er die Abteilung Landespolitik und Inneres des Zentralsekretariats bzw. des ZK der SED, dann von 1946 bis 1954 die Abteilung Staatliche Verwaltung des ZK der SED. Ab 1954 war er stellvertretender Leiter, dann von Mai 1956 bis November 1963 Leiter des Büros des Präsidiums des Ministerrates und Staatssekretär im Ministerrat der DDR. Plenikowski bildete gemeinsam mit Hilde Benjamin, Ernst Melsheimer und Herbert Kern die „Justizkommision“ des ZK der SED, die nach dem Aufstand vom 17. Juni 1953 die Verurteilung des ehemaligen Justizministers Max Fechner herbeiführte.
Von 1950 bis 1967 war er Abgeordneter der Volkskammer und von 1963 bis 1967 Vorsitzender ihres Verfassungs- und Rechtsausschusses. Von 1963 bis 1967 war er zudem Vorsitzender der Interparlamentarischen Gruppe. Von 1954 bis 1967 war er Kandidat des ZK der SED. 1967 schied er auf eigenen Wunsch aus allen Funktionen aus.
Seine Urne wurde in der Grabanlage Pergolenweg des Berliner Zentralfriedhofs Friedrichsfelde beigesetzt.

## Publikationen
- Die Aufgaben der Parteiorganisationen in der Justiz. Dietz, Berlin 1952.

## Auszeichnungen in der DDR
- Vaterländischer Verdienstorden in Silber (6. Mai 1955) und in Gold (1964)[3]
- Banner der Arbeit (1959)
- Verdienstmedaille der DDR
- Karl-Marx-Orden